# 非法人地域

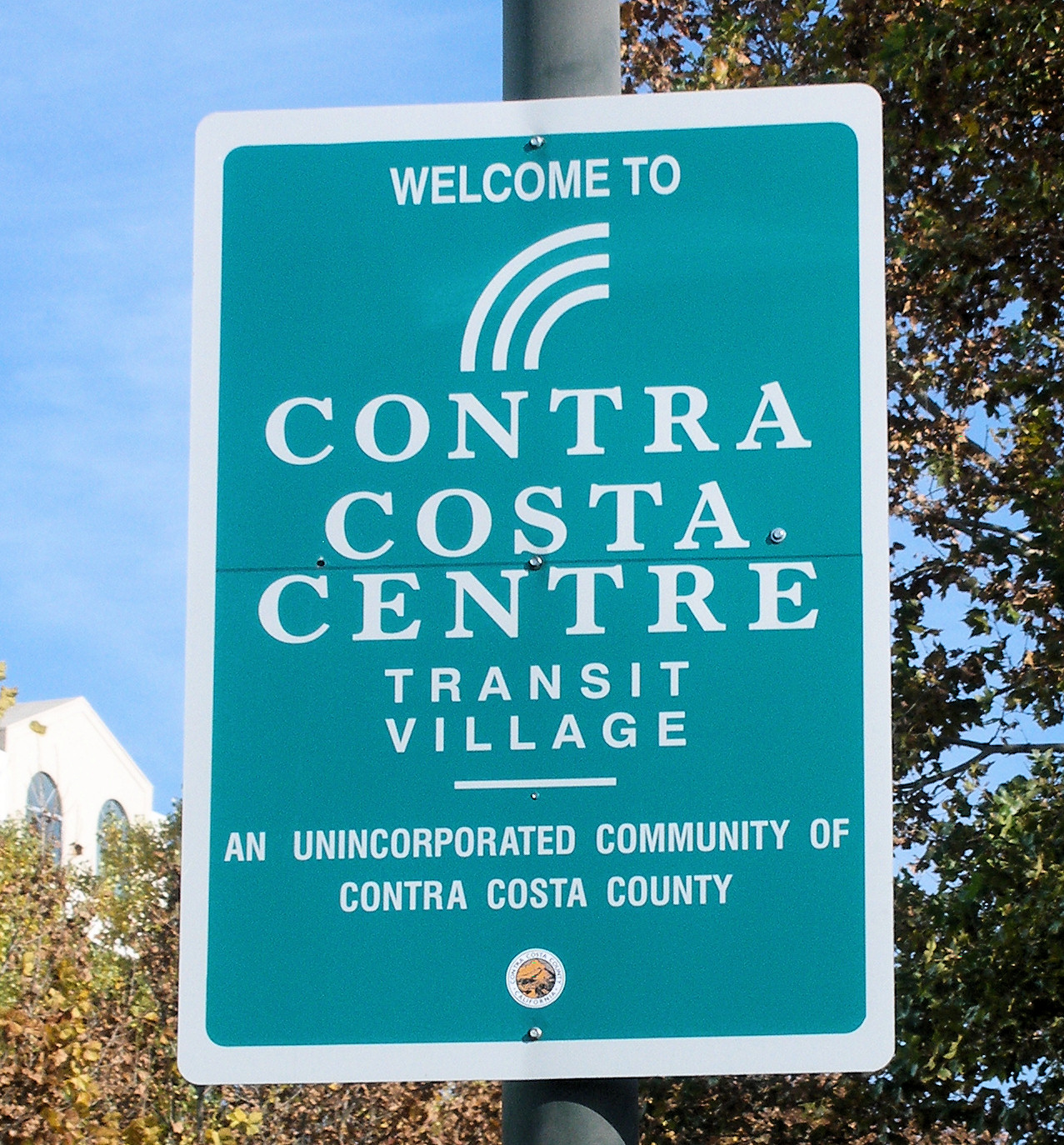
アメリカ、カリフォルニア州
コントラコスタ郡にある非法人地域コントラコスタ・センター (英語版) の標識

非法人地域（ひほうじんちいき、英: unincorporated area）、または未法人化地域、未編入地域とは、アメリカ合衆国、カナダ、オーストラリアなどの国に存在する、市町村に相当する最小区分の地方自治体（基礎自治体）に属さない地域をいう。これらの地域は、より大きな行政区画であるタウンシップ・行政教区・バラ・カウンティ・市・小郡・連合州 (英語版) ・プロヴィンス 、あるいは国等により管轄されている。
また、法人化されていた地域が解散、あるいは法人資格を喪失する場合もあり、財政的に破綻したときには、より高次の行政区画の責任により行政サービスが行われることとなる。
なお、アメリカ合衆国の海外領土における未編入領域は、英語ではよく似た "unincorporated territory" であるが意味が異なる。

## 概説
例えば、アメリカ合衆国などにおいては、基礎自治体は住民の総意によって設立される。このため、自治体が設立されない地域が存在しており、そのような地域は非法人地域と呼ばれる。非法人地域における警察や消防などの住民サービスは、通常、より上位の自治体（アメリカ合衆国の場合には郡）によって提供される。なお、非法人地域に対して、基礎自治体が設立された地域は法人地域（英：incorporated area）と呼ばれる。
以上のとおり、基礎自治体の設立は住民の意志によって決定されるものであり、人口の大小と直接関連するわけではない。このため、都市化が進んで市と並ぶような規模のコミュニティであっても、自治体が設立されず非法人地域のままの場合がある。例えば、アメリカ合衆国バージニア州アーリントン郡はワシントンD.C.に隣接し、ペンタゴン（アメリカ国防総省本部）やロナルド・レーガン・ワシントン・ナショナル空港などが所在する都市化の進んだ地域であるが、郡内には基礎自治体がまったくなく、全体が非法人地域のままである。ただし、これは住民の意志というよりも、バージニア州法により人口密度が1000人/平方マイルを超える郡の中に新たな自治体を設置することができないという事情がある。

## 各国の非法人地域

### アメリカ合衆国

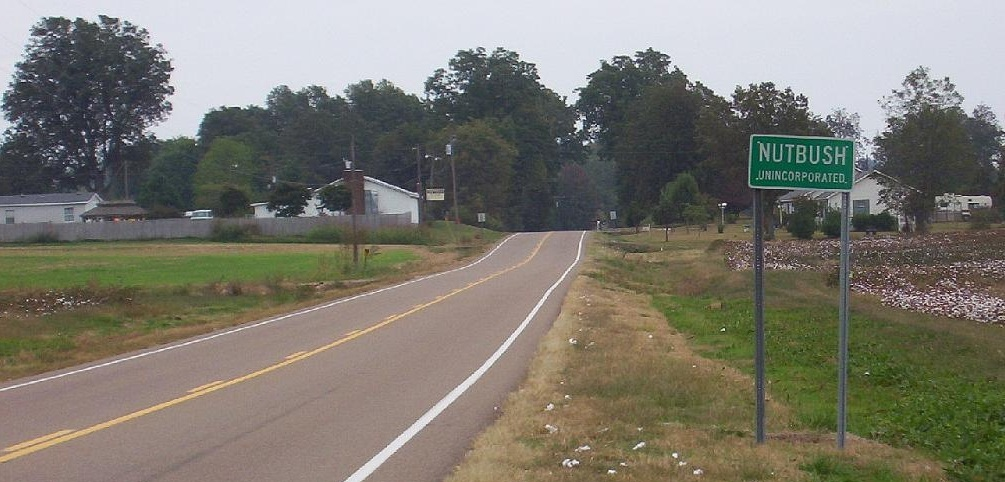
テネシー州ヘイウッド郡にある非法人地域ナットブッシュ (英語版)

アメリカ合衆国の地方自治体では、非法人地域とは一般的に、郡の一部ではあるが、どの基礎自治体にも含まれない地域をいう。
ほとんどの州では何らかの形で「ホーム・ルール」 (英語版) が認められているため :20-21 、郡委員会 (County commission)  (英語版)  (あるいは理事会、あるいは評議会) は、市議会または町議会が法人化された地域に対してそうであるように、非法人地域において権限を有する  。一部の州ではこれらの権限をそれぞれの州の小行政区画であるタウンシップに譲り、それらは「町」と呼ばれている場合もある。
アメリカにおける非法人地域とは、市町村組織あるいは公的な政治的な指定 (つまり「市」または「町」としての法人化) なしに、社会的に識別される地理的な領域を表す一般的な用語の一つであり、大きく分けると次の2つのタイプがある。
- 一つまたは複数の法人化された地域 (つまり「市」か「町」) 内にある町字 (Neighbourhood) あるいは他のコミュニティ - この場合、コミュニティは地方自治体の一部であるが、個別に法人化はされていない。例えば、ハイアニスはバーンスタブルの中にある法人化されていない村である。
- 法人化された地方自治体の外にある町字あるいは他のコミュニティ - この場合コミュニティは地方自治体の外にあり、完全に非法人地域である。例えば、ミネソタ州ホブランド (英語版) ・ミシガン州セレスコ (英語版) ・テネシー州ナットブッシュ (英語版) ・アリゾナ州ユッカ (英語版) 等があり、いずれも低人口の小規模農村集落（英語版）である。

コミュニティの法人化に関する州法の差異により、非法人地域の分布と性質には大きな違いがある。北東部の7州には、基本的に非法人地域は存在しない。 ニュージャージー州・ペンシルバニア州・コネチカット州・マサチューセッツ州・ロードアイランド州・ニューハンプシャー州・バーモント州の全ての土地は、何らかの種類の法人化された地域に含まれている。これらの地域では、地方自治体の種類と正式名称は変わる場合がある。ニューイングランド (上記の7州のうち後半の5州と全て法人化されているメイン州からなる。) では地方自治体は町 (town)  (英語版) または「市」(city) として知られており、ほとんどの町はタウンミーティングまたは代表制タウンミーティング (英語版) などの直接民主制により運営されている。ニューイングランドの大きな町は、市長・市議会を持つ「市」として法人化される可能性がある。ニュージャージー州にも市・タウンシップ・町・バラ・村といった様々な種類の行政区画があるが、その違いは法令上の階層構造によるもので、自治体自体の力や機能によるものではない。

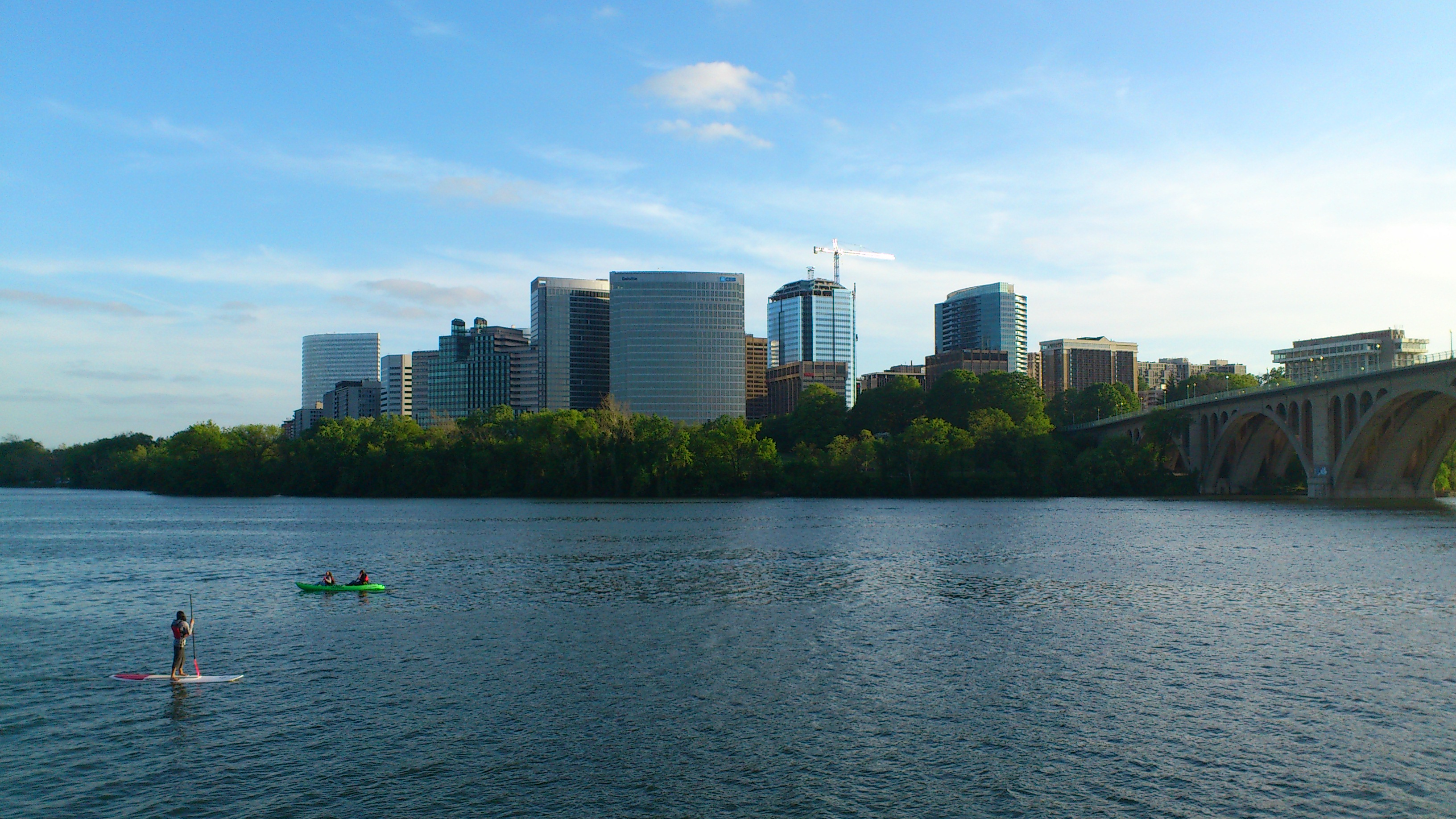
バージニア州アーリントン郡 にある非法人地域ロジリン (英語版)
人口密度は州で最も人口が多いバージニアビーチ独立市の5倍である。

非法人地域の成り立ちの別の形態として、バージニア州の「強い郡 (strong county) 」モデルがある。バージニア州およびアラバマ州・メリーランド州・テネシー州などこのモデルを採用した州は、法人化に厳密な要件を設定しているか、あるいは郡やタウンシップに他の州では市が有するような幅広い権限を付与しており、そのため法人化が阻害され、郡やタウンシップレベル以下の地方自治体を持たない、広大で都市化された地域が生まれている。
一方、中部大西洋岸のニューヨーク州やペンシルベニア州では、基礎自治体と郡の間の権限の割り当てに差をつけることにより、基礎自治体による統治と郡による統治の二つのアプローチを「バランス」させようとする「ハイブリッド」モデルが主流である。
アメリカ全土では、周辺の非法人地域を併合し、市郡 (consolidated city-county) と呼ばれる地方自治の形態を作っている大都市、例えばフロリダ州ジャクソンビル、テネシー州ナッシュビル等がある。人家がまばらな地域では、州の土地の大部分が法人化されていない場合もある。
ノースカロライナ州を含むいくつかの州では、市や町 (あるいは、まれに村) に対して域外管轄権 (Extraterritorial jurisdiction) (英語版) が付与されており、後の併合までの前段階 (かつ、しばしば法的要件) として、一定の距離内にある隣接する非法人地域の用途地域の決定をする場合がある。これは用地地域が全くないか、あるいは非法人地域の用途地域しかない田舎の郡では便利である。
カリフォルニア州では、サンフランシスコを除く全ての郡に非法人地域がある。非常に人口が多い郡では、非法人地域に多くの居住者がいる場合がある。ロサンゼルス郡政府は、郡内の非法人地域の人口は100万人を超えていると推定している 。州の中で最も人口の多い地域を含む88の法人化された市と町があるにもかかわらず、ロサンゼルス郡の65％は非法人地域であり、ここはほとんどがエンジェルス・ナショナル・フォレスト (Angeles National Forest) (英語版) とそこから北のほとんど人がいない地域から成っている。カリフォルニア州の法律は「市 (city)」と「町 (town)」を区別せず、基礎自治体はどちらの用語も正式名称として使うことができる 。
アメリカ合衆国の島嶼部において、「非法人」とはその領域が正式に、かつ不可逆的にアメリカ合衆国に組み込まれていないことを意味する。したがって島嶼部の非法人地域には潜在的に、他の国家等に売却されたり統治権が移管されたり、逆に統治権が付与されたりする可能性がある。現在アメリカには5つの主要な島嶼部の非法人地域があり、それはアメリカ領サモア・プエルトリコ・グアム・アメリカ領バージン諸島・北マリアナ諸島である。

### オーストラリア
オーストラリアでは他の多くの国とは異なり、州と特別地域の下に、一つのレベルの地方自治体しかない。地方政府の管轄地域 (LGA：local government area) は一般的にいくつかの町や、あるいは都市全体を含む。そのため、人口密度が非常に低い地域やその他の特殊なケースを除くと、オーストラリアではほとんどの地域が「LGA」の一部である。したがって非法人化地域は遠隔地にあって、広大な地域をカバーしているか、非常に人口密度が低いか、あるいはその両方である。
非法人地域の住所は、オーストラリアの他の地域と同様、そこを管轄する州または特別地域が指定した「郊外 (Suburbs)」あるいは「地方 (localities)」(英語版) のついた名称を使う。そのため非法人地域においても、住所に関して曖昧になることはまれである。

### オランダ
オランダでは新しい埋立地ができた場合、乾燥するまで非法人地域としての一定の期間を設けている。非法人地域は中世までは Landdrost または Drossaart と呼ばれる任命された役人により管理されていた。また、エルテン (Elten) (英語版) とザルフカント (Selfkant) (英語版) はいずれも第二次世界大戦後にドイツに併合されたが、1963年にドイツに譲渡されるまでは Landdrost により統治された。
2017年現在で直近の非法人地域は、フレヴォラント州の堤防が作られた1967年に設けられた。最初の何年かは土壌が砂地と同様であるため、農業や道路・住宅の建設のために堤防に近づくことが可能になるまで数年を要する。居住が開始された当初は、Landdrost として知られている、特別に政府から任命された役人が赴任した。Landdrost が赴任している間、地方議会は設置されない。
1975年、現在のアルメレに最初の住居が建てられ、1976年から1984年までその地域は南部アイセル湖堤防管理事務所 (Openbaar Lichaam Zuidelijke IJsselmeerpolders) の責任者としての Landdrost により統治された。1984年、Landdrost は新市アルメレの最初の市長となり、下記の一部の水域を除くと、その日以来オランダには非法人地域は存在しないこととなった。
その後も管理事務所は残り、マルケル湖の水域を管理していた。ワッデン海 (1985年) 、北海のうち領土内にある水域 (1991年) 、アイセル湖 (1994年) が地方自治体の管轄となり、現在は全ての水域が自治体の一部地となって、オランダには非法人地域は存在しない。南部アイセル湖堤防管理事務所は1996年に解散した。

### カナダ
カナダには州によって非法人地域 (unincorporated settlement) があり、そこにはその地域を統治する地方議会がない。その場合は一般的には、より大きな都市の一部となるが、そうならない場合もあり、その地域の広さは、「ハムレット」と呼ばれる小さな村落から、町や市に匹敵する大規模な都市化された地域まで様々である。

### チェコ
チェコでは5つの軍事演習場を除いて、全ての地域が基礎自治体 (Obec) (英語版) に分かれている。演習場は地域の一部ではあるが、自治体の機能を持たず国防省が所管する軍事事務所 (újezdní úřad )により統治されている。

### ドイツ
ドイツには他の国のタウンシップに相当するレベルの行政区画は存在せず、国土の大部分、ほぼ99％が基礎自治体 (独: Gemeinde,plural Gemeinden) に組み込まれている。基礎自治体は、非法人地域とは考えられていない複数の地域から成っている場合もある。そういう地域では独自の議会をもっていないため、非常に小さな村落を除き、議会により任命された長 (独: Ortsvorsteher,Ortsvorsteherin) が置かれる。
2000年時点で、ドイツの非法人地域は 295か所、総面積 4,890.33平方キロメートルで、国土の約 1.4％を占めていた。
2007年12月31日現在、ドイツには 248の無人の非法人地域があり、そのうち 214はバイエルン州にあって、どこの基礎自治体にも属しておらず、ほとんどが森林地域・湖沼、または大河川から成っている。また3か所の有人の非法人地域があり、これらは全て軍事演習に使われている。ニーダーザクセン州のオステルハイデ (Osterheide) (英語版) とロウハイデ (Lohheide) (英語版) 、バーデン＝ヴュルテンベルク州のグーツベジルク・ミュンジンゲン (Gutsbezirk Münsingen) (英語版) の3か所で、そこには合計で2,000人弱の人が住んでいた。グーツベジルク・ミュンジンゲンは2011年1月1日、有人地域を隣接する自治体に吸収され、無人となっている。

### ノルウェー
ノルウェーでは、ヤンマイエン島・スヴァールバル諸島・ブーベ島が県や基礎自治体 の枠外にある。これらの地域には地方議会はなく、直接国家機関により管轄されている。スヴァールバル諸島にはノルウェー政府が任命した総督 (governor) がいて、その地域を統治しているが、2004年以来ロングイェールビーン地域評議会 (Longyearbyen Community Council) (英語版) が置かれ、部分的にノルウェーの地方自治体のように機能している。ヤンマイエン島は無人島で、僅かにラジオ局と気象観測所のスタッフがいるだけであり、ブーベ島にはたまに訪問者がいるだけである。

### ロシア
ロシア連邦における非法人地域は Межселенная территория と呼ばれ、直訳すると集落間地域となる。ロシアの地方自治体に係わる法律によると、非法人地域はロシア国内における農村人口密度よりも低い地域に設定される。2010年時点でロシア国内に79存在する
。

### その他
下記のとおり、いくつかの例外的な非法人地域を持つ国々もある。
- デンマーク - 次の3つの非法人地域がある。エアトホルメネ[11]:76：ボーンホルム島の東にある人口100人未満の、旧海軍の要塞と言われたエアトホルメネ諸島は、2017年現在も国防省により直接管轄されている。北東グリーンランド国立公園とチューレ空軍基地はグリーンランドにある非法人地域である。
- フランス - 例外的にいくつかの海外の小規模領地が非法人地域となっている。
- イスラエル - 軍事地域を除くすべての領土が393の基礎自治体に分けられており、それらは人口により市評議会 (City council) (英語版) 、地方評議会 (Local council) (英語版)  、地域評議会 (Regional council) (英語版)  に分類される。3タイプの基礎自治体はいずれも、都市計画を含む行政サービスを提供する。
- スイス - スイス連邦統計局の発表によると、いくつかの例外的な非法人地域がある。
- スロバキア - 軍事地域は州政府により直接所轄されている。

## 非法人地域のない国々
ブラジル・日本・フランス・イギリス等、原則として国内の全ての地域が法人化されている国もある。
- イタリア・エストニア・ オーストリア・オランダ・スウェーデン・スロベニア・セルビア・フィンランド・ベルギー・ポーランド・ボスニア・ヘルツェゴビナでは、全ての地域が基礎自治体に分けられている。
- ブラジルやメキシコでは、全ての土地は基礎自治体に属していなければならない。森林や草原のような大規模で無人の地域でさえ、法律上最も近い「都市 (city) 」の一部である。これはラテンアメリカにおいては、「基礎自治体」はアメリカやカナダにおいて「カウンティ (county) 」と呼ばれるものと同等であるからである。
- 中国では全ての土地が、都市部の「市 (city)」、あるいは「県」や「旗」のような郊外、または農村部の「鎮 (town)」、「郷 (township) 」、「ソム」のいずれかの基礎自治体に属している。
- クロアチアでは全ての土地が、「市 (glad ) 」または「基礎自治体 (općina )」のいずれかに属している。
- 英国においては、イングランドでは全ての土地がカウンティと地方政府、または地方政府の地区内にあり、双方が管轄権を有している。スコットランドでは全ての土地が32の単一自治体 (unitary authorities) [注 3] (英語版) のいずれかに含まれている [12] 。ウェールズでは、全ての土地が22の単層の主要地域 (principal areas) のいずれかに属している [13] 。北アイルランドでは、全ての土地が11の地域のいずれかに属している。
- フランスでは、領土が36,685 のコミューンに細分化されている。選出された議会と市長が、自治体の統治機構を組織する。
- 日本では、原則的に「市」、「特別区」、「町」、「村」のいずれかの地方公共団体（地方自治体）に属する。ただし、東京都の鳥島、須美寿島、ベヨネース列岩、孀婦岩や、鹿児島県の鷹島、津倉瀬など、いずれの市区町村にも所属しない例外的な帰属未定地が存在し、これらは上位の地方公共団体である都道府県が直轄で管理を行っている[注 4]。この他、各地に地方公共団体（都道府県・市区町村）の境界が定まっていない境界未定地域が存在している。